# Hans Boegehold

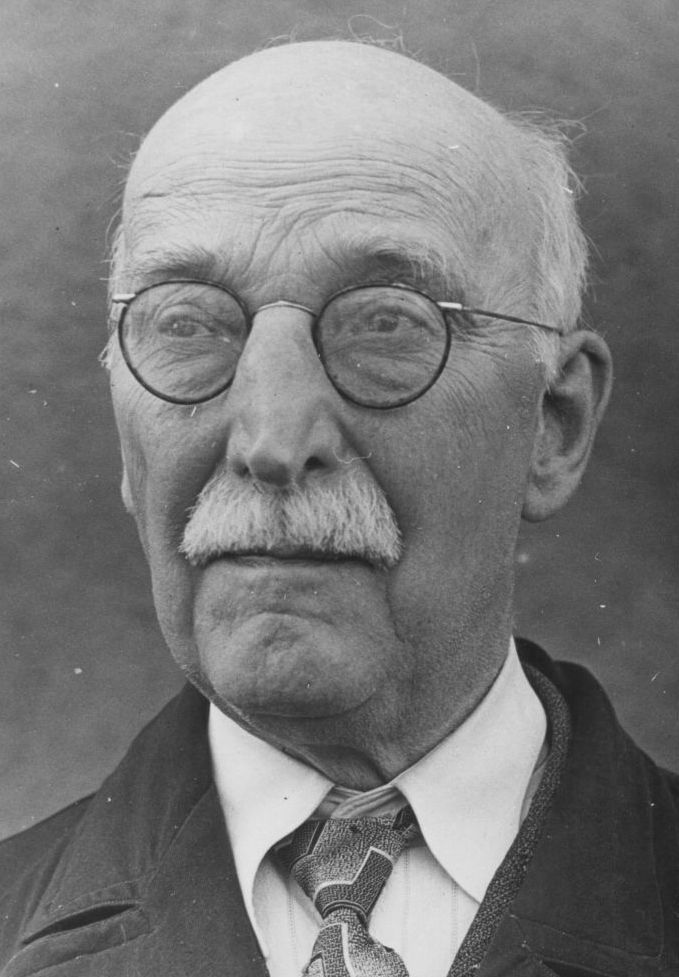
Hans Boegehold

Erwin Julius Hans Karl Boegehold (* 28. Juli 1876 in Niederstüter, heute zu Sprockhövel; † 14. Mai 1965 in Jena) war ein deutscher Mathematiker und Optiker.
Boegehold studierte Mathematik an der Universität Jena und war Hörer der letzten Vorlesung von Ernst Abbe. Er promovierte 1898 über Historisch-kritische Darstellung der Konstruktion der Fläche zweiter Ordnung aus neun Punkten bei Carl Johannes Thomae und wurde im selben Jahr Assistent im Physikalischen Institut Jena. Im darauffolgenden Jahr trat er eine Stelle als wissenschaftlicher Mitarbeiter bei dem Projekt Geschichte des Fixsternhimmels der Königlich-Preußischen Akademie der Wissenschaften an.
1908 trat er als Assistent bei Moritz von Rohr in die Carl-Zeiss-Werke ein. Er befasste sich anfangs hauptsächlich mit der Berechnung von Brillengläsern, später mit der Verbesserung der Mikroskop-Optik.
Seine Lebensaufgabe erwuchs aus der Forderung der Mikrophotographie nach einem geebneten Bildfeld beim Mikroskop. Er veröffentlichte 1927 das Standardwerk Die geometrische Optik.
1938 gelang es ihm mithilfe dicker Menisken nach langwierigen Versuchen die Bildfeldebnung und somit die Bildfeldwölbung im Objektiv zu beseitigen. Der Planapochromat und Planachromat waren erfunden, woraufhin Carl Zeiss (Jena) die ersten Planachromat-Objektive für Mikroskope anbieten konnte.
1940 übernahm Boegehold nach dem Tode von Moritz von Rohr die Geschäftsführung des Optischen Museums Jena.
Von 1922 bis zur Machtergreifung 1933 war Boegehold für die SPD im Jenaer Stadtparlament tätig. Wegen seines Widerstandes gegen das NS-Regime wurde er im August 1944 – nach dem Anschlag des 20. Juli 1944 – für acht Tage ins KZ Buchenwald gebracht.
1945 trat er wieder in die SPD ein und verließ 1948 nach der Zwangsvereinigung von SPD und KPD zur SED die Partei.
1953 trat Boegehold auf eigenen Wunsch von der Leitung des Zeiss-Rechenbüros Mikro zurück.

## Ehrungen

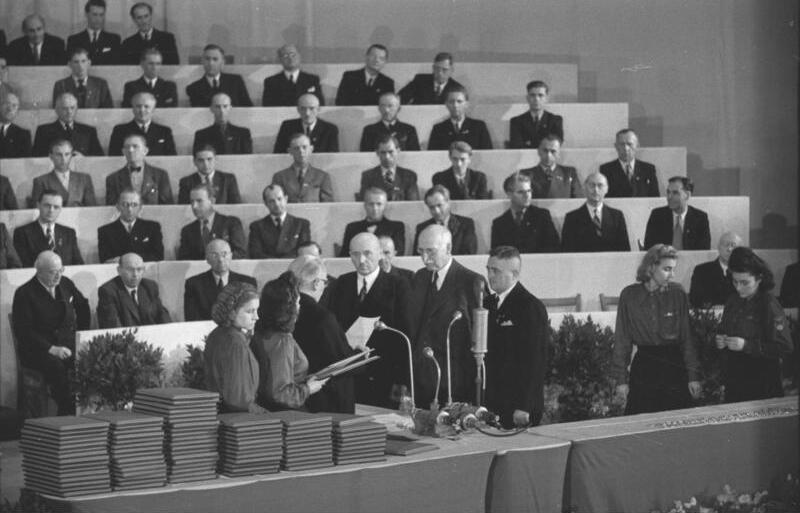
Preisverleihung 1950

- 1950: Nationalpreis der DDR erster Klasse (zusammen mit Hugo Schrade (VEB Carl Zeiss Jena) und August Klemm (Schott Jena)).

Die Boegeholdstraße in Jena ist ihm zu Ehren benannt.